# Лопе Иньигес
Лопе Иньигес (исп. Lope Íñiguez; ок. 1050—1093) — 2-й сеньор Бискайи из дома де Аро (1076—1093).

## Биография
Старший сын и преемник Иньиго Лопеса, 1-го сеньора Бискайи в 1040—1076 годах.
Иньиго Лопес скончался в 1076 году, вскоре после гибели своего сюзерена, короля Наварры Санчо IV и последующего захвата королем Кастилии Альфонсо VI Бискайи, Алавы, части Гипускоа и Ла-Риохи. Иньиго Лопес признал короля Кастилии своим сюзереном, и его старший сын и наследник Лопес также последовал его примеру. Тем не менее, крепость Нахера, самая важная в провинции Ла-Риоха, которую он держал, была передана кастильскому магнату Гарсии Ордоньесу (ум. 1108), мужу Урраки, сестры покойного короля Наварры. В 1076 году, когда король Кастилии Альфонсо VI даровал фуэро Нахере, Лопе Иньигес и Диего Альварес де Ока были свидетелями его жалованной грамоты.
После потери Нахеры Лопе Иньигес был наделён провинциями Алава (1081 год) и Гипускоа (1082 год), таким образом, объединив под своей властью все три баскские провинции. Первая запись о его одновременном правлении во всех трех провинциях содержится в хартии о пожертвованиях, которую он сделал монастырю Сан-Мильян-де-ла-Коголья в 1082 году. В 1089 году Лопе Иньигес получил от короля Кастилии Альфонсо VI титул графа, высший ранг в королевстве. В 1091 году по прошению Лопе король Альфонсо VI передал монастырь Сан-Андрес-де-Астигаррибия, лежащий на границе между Бискайей и Гипускоа, монастырю Сан-Мильян-де-ла-Коголья.
Лопе Иньигес, сеньор Бискайи, участвовал в Реконкисте короля Кастилии Альфонсо VI. Вероятно, он принимал участие в завоевании Толедо в 1085 году. Известно, что отряды из Алавы участвовали в битве при Заллаке в 1086 году, вероятно, под его командованием. Весной 1092 года Лопе Иньигес, вероятно, вместе с Гарсией Ордоньесом защищал Риоху от нападений кастильского мятежника Родриго Диаса де Вивара.
Лопе Иньигес был женат на Тикло (Текле) Диас, дочери некого Диего Альвареса, возможно, Диего Альвареса де Айяла, который управлял районом Астуриас-де-Сантильяна, но более вероятно, Диего Альвареса де Ока. Их брак был заключен до 1079 года, когда супруги сделали пожертвование монастырю Сан-Мильян-де-ла-Коголья. Тикло, возможно, принесла в качестве приданого Лопе Иньигесу часть Лас-Энкартасьонес, таким образом, присоединив его окончательно к Бискайи.
У супругов было пять детей:
- Диего (ок. 1075—1124), 3-й сеньор Бискайи (1093—1124), преемник отца
- Санчо, сеньор де Поса
- Тода (ум. 1121), вышла замуж за Лопе Гонсалеса, преемника Лопе в Алаве
- Санча
- Тереза, жена Гарсии Санчеса де Зурбано.

Вскоре после смерти Лопе Иньигеса в 1093 году Тикло пожертвовала монастырь в Альбониге монастырю Сан-Мильян-де-ла-Коголья. Она скончалась около 1094 года и был похоронена в Сан-Мильяне. Лопе Иньигес также мог быть отцом Педро Лопеса Монфортского.